# 最果タヒ
最果 タヒ（さいはて タヒ、1986年 - ）は、日本の詩人、小説家。女性。兵庫県神戸市生まれ。

## 経歴
中学生のときからブログで文章を書き始める。書いていた文章に対して読者から「これは詩として発表できるのでは」と言われ、詩の雑誌への投稿を勧められるようになる。
詩の投稿サイト文学極道に投稿もしていた。
2005年、『現代詩手帖』2月号の新人作品欄に初投稿、入選した。その後も投稿を続け、2006年に優秀な投稿者に贈られる第44回現代詩手帖賞を受賞。2007年、第一詩集『グッドモーニング』（思潮社）上梓。2008年、京都大学在学中に『グッドモーニング』により当時女性では最年少の21歳で第13回中原中也賞を受賞した。
2009年4月に初の短編小説「スパークした」を『群像』に発表。「スパークした」は2009年の『年刊日本SF傑作選』に収録される。2009年9月から『別冊少年マガジン』で連載詩「空が分裂する」を開始する。毎回漫画家やイラストレーターが詩にイラストを描いている。2011年2月から『現代詩手帖』で連載詩「夜ちゃんと空くんの星をたべる会」を開始する。2011年5月に初の中編小説「宇宙以前」を『NOVA 書き下ろし日本SFコレクション』4巻に発表。また、連載詩「空が分裂する」が『別冊少年マガジン』2011年6月号で最終回を迎える。
2012年、第二詩集『空が分裂する』（講談社）上梓。2012年2月号から2013年10月号まで別冊少年マガジンで連載小説「魔法少女WEB」を連載。挿絵は紗和。
2014年、第三詩集『死んでしまう系のぼくらに』（リトルモア）を上梓。詩集としては異例の3万部強の部数を記録し、第33回現代詩花椿賞を受賞。
2016年、第四詩集『夜空はいつでも最高密度の青色だ』（リトルモア）を上梓。翌2017年に『映画 夜空はいつでも最高密度の青色だ』と題して石井裕也監督・脚本により映画化。また同年にフジテレビオンデマンドにて『死んでしまう系のぼくらに』『夜空はいつでも最高密度の青色だ』収録の詩を原作としたショートフィルム番組『さいはてれび』が配信され、山戸結希、山田健人ら若手映像作家が演出を担当した。
2019年、横浜美術館で詩の展示。
2020年、さいたま国際芸術祭2020に参加。
2020年8月から2021年3月まで、福岡、東京、名古屋、大阪の4都市で最果タヒ展を開催。
2024年、第十二詩集『恋と誤解された夕焼け』で第32回萩原朔太郎賞を受賞。

## 人物
顔出しは一貫して行っておらず、写真撮影の際も後ろ姿だったり本で顔を隠したりといった状態で写る。「作品を、作者という存在を知るためのヒントとして見られることが好きではない」という理由から、プロフィールも最低限のものしか公表していない。『ゴロウ・デラックス』（2019年2月28日放送分）に出演した際は、あみぐるみを代理というかたちでスタジオに置き、声のみで出演をした。
詩を使ったシューティングゲームを公開するなど、現代詩とメディアアートの融合をはかる試みをしている。
ソングライターの浅井健一をとても尊敬している。
ペンネームには、特に意味はないとしている。「タヒ」が「死」に見えることについては、名前を考えた頃、「死」を「タヒ」と崩して書くネットスラングはまだ存在しておらず、自分も気づかなかったと説明している。

## 著作

### 詩

#### 単行本
- グッドモーニング（第1詩集、2007年10月、思潮社、ISBN 978-4-7837-3025-5 / 2017年2月、新潮文庫nex ISBN 978-4-10-180089-9）
- 空が分裂する（第2詩集、2012年10月、講談社、ISBN 978-4-06-364898-0 / 2015年9月、新潮文庫nex ISBN 978-4-10-180046-2）
  - 空が分裂する（『別冊少年マガジン』2009年10月号から2011年6月号まで連載）
    - 14才の化学進化説（絵：萩尾望都、2009年10月号）
    - いつか死ぬ森のまんなかに立とうか（絵：片山若子、2009年11月号）
    - 放火犯（絵：山本直樹、2009年12月号）
    - 水曜日（絵：大槻香奈、2010年1月号）
    - 冬の交差点（絵：古屋兎丸、2010年2月号）
    - 権利と義務（絵：ワカマツカオリ、2010年3月号）
    - たくさんの殺せ（絵：鬼頭莫宏、2010年4月号）
    - へらない（絵：宮尾和孝、2010年5月号）
    - きみのだいじなコート（絵：市川春子、2010年6月号）
    - 帰宅（絵：板橋しゅうほう、2010年7月号）
    - くるん（絵：志村貴子、2010年8月号）
    - 器械（絵：小林系、2010年9月号）
    - 水（絵：西島大介、2010年10月号）
    - いない（絵：平沢下戸、2010年11月号）
    - 森（絵：伊藤真美、2010年12月号）
    - 200個の地球と夜と部屋と静かで（絵：田辺ひとみ、2011年1月号）
    - 月と月（絵：皆川亮二、2011年2月号）
    - 北の沼地（絵：冬目景、2011年3月号）
    - 夜の死（絵：KYOTARO、2011年4月号）
    - やあ！（絵：鈴木央、2011年5月号）
    - 12歳（絵：萩尾望都、2011年6月号）

  - 花火、逝く（『文學界』2008年5月号）
  - 6個目の心臓（『真夜中』2008 Early Autumn、リトルモア、絵：山口智子）
    - 三次元、二次元、そうしてポッケ
    - キッチンブレイク
    - デリカシー
    - ここにいる子
    - アンチヒューマン

  - きりとられた祝福（『真夜中』2010 Early Autumn）
    - 南へ
    - うたうたっていて逮捕される人
    - 夜は月

  - 夜空の体温、ぼくの気温（『真夜中』2011 Early Spring 真夜中のプラネタリウム）
    - ミッドナイト夜
    - ロンリネスロンドンルララ
    - 天国と、とてつもない暇
    - 月の心臓

  - リトルリトル/死後（『ユリイカ』2010年12月号、青土社）
    - リトルリトル
    - 死後

  - 冬の星の木の実（『apart my surround magazine vol.000』）
  - 夏襲来（『現代詩手帖』2012年3月号）
  - 滅び前（同上）
  - 50億（グラフィック：大楠孝太朗、『界遊005』 2011年3月号）
- 死んでしまう系のぼくらに（第3詩集、2014年9月、リトルモア、ISBN 978-4-89815-389-5）
- 夜空はいつでも最高密度の青色だ（第4詩集、2016年5月、リトルモア、ISBN 978-4-89815-439-7）
- 愛の縫い目はここ（第5詩集、2017年7月、リトルモア、ISBN 978-4-89815-464-9）
- 天国と、とてつもない暇（第6詩集、2018年10月、小学館、ISBN 978-4-09-388644-4）
- 恋人たちはせーので光る（第7詩集、2019年8月、リトルモア、ISBN 978-4-89815-509-7）
- 夜景座生まれ（第8詩集、2020年11月、新潮社、ISBN 978-4-10-353811-0）
- さっきまでは薔薇だったぼく（第9詩集、2022年4月、小学館、ISBN 978-4-09-388856-1）
- 不死身のつもりの流れ星（第10詩集、2023年2月、PARCO出版、ISBN 978-4-86506-412-4）
- 落雷はすべてキス（第11詩集、2024年1月、新潮社、ISBN 978-4-10-353812-7）
- 恋と誤解された夕焼け（第12詩集、2024年5月、新潮社、ISBN 978-4-10-353813-4）

#### 単行本未収録作品
- 愛ちゃん（『現代詩手帖』2008年7月号）
- 自転車泥棒（『詩のリレー』2号、ふらんす堂）
- 残念エートス（『界遊002』 2009年3月号）
- BLINDNESS（『NEWTRAL』5号）
- start／好きだよ、主人公ちゃん（『ユリイカ』2011年7月増刊号 涼宮ハルヒのユリイカ！）
  - start
  - 好きだよ、主人公ちゃん
- 夜ちゃんと空くんの星を食べる会（『現代詩手帖』2011年3月号から連載）
  - 森の底までおちた星（2011年3月号）
  - 少年時代（2011年3月号）
  - 怪物（2011年4月号）
  - 嫌い（2011年4月号）
  - 日（2011年5月号）
  - アート（2011年5月号）
  - ぼくらの戦争（2011年6月号）
  - nai（2011年7月号）
  - END（2011年7月号）
  - にほんご（2011年8月号）
  - 時間（2011年8月号）
  - LOVE and PEACE（2011年9月号）
  - お絵かき（2011年9月号）
  - 自殺なんてしたら許さないよ。（2011年10月号）
  - 羽のように軽い（2011年11月号）
  - すてきな し（2012年1月号）
  - がんばれ！（2012年1月号）
  - 誕生日（2012年2月号）

### 小説

#### 単行本
- 星か獣になる季節（筑摩書房、2015年2月、ISBN 978-4-480-80457-0 / ちくま文庫、2018年2月、ISBN 978-4-480-43501-9）
  - 初出：『早稲田文学』2014年冬季号
  - 正しさの季節
- かわいいだけじゃない私たちの、かわいいだけの平凡。（講談社、2015年2月、ISBN 978-4-06-219284-2）
  - 初出：『別冊少年マガジン』2012年2月号 - 2013年10月号（「魔法少女WEB」より改題）
- 渦森今日子は宇宙に期待しない。（新潮社、2016年3月、ISBN 978-4-10-180059-2）
  - 初出：『yom yom』2015年夏号 - 2016年冬号
- 少女ABCDEFGHIJKLMN（河出書房新社、2016年7月、ISBN 978-4-309-02484-4 / 河出文庫、2022年3月、ISBN 978-4-309-41876-6）
  - きみは透明性（『花椿』2015年5月号）
  - わたしたちは永遠の裸（『文藝』2015年秋季号）
  - 宇宙以前（『NOVA 4 書き下ろし日本SFコレクション』〈河出文庫、2011年5月、ISBN 978-4-309-41077-7〉）
  - きみ、孤独は孤独は孤独（『文藝』2014年冬季号）
- 十代に共感する奴はみんな嘘つき（文藝春秋、2017年3月、ISBN 978-4-1-6390623-2 / 文春文庫、2019年5月、ISBN 978-4-16-791280-2）
  - 初出：『文學界』2016年4月号）
- パパララレレルル（河出書房新社、2021年11月、ISBN 978-4-309-03004-3）

#### 単行本未収録作
- スパークした（初出：『群像』2009年5月号、『量子回廊 年刊日本SF傑作選』〈創元SF文庫、2010年7月、ISBN 978-4-488-73403-9〉収録）
- さっき、誰かがぼくにさようならと言った（初出：『NOVA 2023年夏号』〈河出文庫、2023年4月、ISBN 978-4-309-41958-9〉）

### 随筆

#### 単行本
- きみの言い訳は最高の芸術（河出書房新社、2016年10月 / 河出文庫、2019年9月、ISBN 978-4-309-41706-6）
- もぐ∞（産業編集センター、2017年10月 / 河出文庫、2020年4月、ISBN 978-4-309-41882-7）
- 好きの因数分解（リトルモア、2020年1月）
- 神様の友達の友達の友達はぼく（筑摩書房、2021年12月）
- 恋できみが死なない理由（河出書房新社、2023年10月、ISBN 9784-309-03155-2）

#### 単行本未収録作
- 星座戦国時代（『群像』2010年8月号）
- 主人公ちゃん・キル・ミー（『新潮』2010年8月号）

### 共著
- 大森靖子、最果タヒ『かけがえのないマグマ 大森靖子激白』（毎日新聞出版、2016年1月、ISBN 978-4-620-32351-0）
- 小浪次郎、最果タヒ『永永永永永永永遠遠遠遠遠遠遠』（太田出版『Quick Japan』、2016年2月 - 連載中）
- 清川あさみ、最果タヒ『千年後の百人一首』（リトルモア、2017年11月）
- 『ここは』文・最果タヒ、絵・及川賢治（100%ORANGE）（河出書房新社、2020年6月、ISBN 978-4-309-29085-0） - 最果タヒ初の絵本

- 『1と0と加藤シゲアキ』（KADOKAWA、2022年9月30日）競作企画「渋谷と○○」- 加藤シゲアキ責任編集の書籍

### 作詞
- あヴぁんだんど「点滅ばいばい」（ミニアルバム『ピクニック at nerd park』収録。TRASH-UP!! RECORDS、2015年11月30日）
- 寺嶋由芙「きみが散る」（2ndアルバム『きみが散る』収録。インペリアルレコード、2018年4月25日）
- ［Alexandros］「ハナウタ」（16thシングル「KABUTO」収録。UNIVERSAL J＆RX-RECORDS、2018年5月23日）
- Little Glee Monster「夏になって歌え」（13thシングル『夏になって歌え』収録。ソニー・ミュージックレコーズ、2018年11月14日）
- 薬師丸ひろ子「水色星座」（アルバム『Tree』収録。ビクターエンタテインメント、2024年1月24日）